# 死去活來

皇冠出版社版本的《死去活來》

《死去活來》是科幻小說衛斯理系列第140份的作品(只包括有編號的小說)，作者為倪匡，編號130。該小說的內容正和書名的一樣：死了來再回來。

## 故事大綱
於《非常遭遇》中令主角衛斯理萬分狼狽的「王主任」—王蓮再次出現。這次，她不但不找衛斯理的麻煩，反而與同行的水葒及朱瑾上門，聲稱有事需要當時到了歐洲參加非人協會會議的白素協助。可是，衛斯理基於對極權統治集團之反感及三人之特務身份而對她們產生極大的提防和厭惡，因此最初只輕描淡寫的告訴三人白素不在家，也無法清楚她何時歸來，但可任由她們等著。
未幾，王蓮忽道她們需要衛斯理或白素參與協助的一名在極權統治集團擔任要職的官員之孫子，名叫光輝的二十二歲大學畢業生。此刻，衛斯理憶起之前收到一份發送者為光輝的電子郵件，內容大意是他面臨生死關頭及面對生死抉擇，只有衛斯理白素夫婦才能幫助他，請收件者將電郵轉寄他人，以求一天可以轉寄至衛斯理與白素處。結果在多重轉寄下，衛斯理收到光輝的電郵，但衛斯理認為網絡世界真偽難分，加上年終太多陌生人羨名想見他們夫婦，故衛斯理沒有回覆光輝的電郵。
受王蓮等人的刺激下，衛斯理對三人的來臨和事件起了興趣，王蓮於是將事情告之衛斯理。光輝和王蓮沒有血緣關係，但按極權統治集團的習慣，身為高官家屬的光輝自小會交由特務組織的王蓮照顧，故王蓮聲稱視光輝為親兒子般，二人關係不錯。後來，光輝進入大學讀書後，二人的聯絡漸漸減少。三年後，光輝的祖父，即擔任要職的高官，對王蓮表示他的孫兒光輝不知所終了，懷疑光輝失蹤與極權統治集團的核心組織有關。為此，在特務機關工作的王蓮仔細秘密調查後，卻發現光輝正被核心組織嚴密的監視，沒有人身自由，卻可得到一級的待遇，不知其故。後來王蓮打聽到被監視的光輝，竟表示他面臨生死關頭及面對生死抉擇，只有衛斯理白素夫婦幫助他。為了營救光輝，王蓮鋌而走險，希望得到衛斯理的協助。衛斯理表示他一早已收到光輝的求救電郵，王蓮等三人聽到後表現得十分震驚。
白素遠行回來後，衛斯理如實的將一切向妻子複述。期間，王蓮等三人到訪，她們告訴衛斯理與白素她們一直未有光輝最新的消息；又勸導白素參與其事。隨後，白素表示光輝之所以提到「面對生死抉擇」有可能只是像見不到心儀對象般的一件小事，把三人打發，三人只好離開。衛斯理有感她們在白素返回後未久就上門，是因她們一直派人監視衛家，白素卻以唇語表示，家中的大廳和書房均可能被王蓮等人安裝了偷聽器，認為已回鄉的管家老蔡房間最為安全，故走進老蔡房間分析事件。
在老蔡的房間內，白素首先發表意見，她認為王蓮三人一直在說謊和演戲，原因是衛斯理之前告訴她們早就收到有關光輝的求助電郵時，三人出現萬分意想不到的表情實為偽裝，因為電郵是經多重轉寄才到衛斯理處，該電郵應已在網上廣傳，王蓮三人聲稱要尋找光輝下落，沒有理由一直不知此電郵的存在。白素又認為王蓮等人在她回家後未幾就出現，不是希望盡快接觸白素請求她幫助，而是想知白素有沒有接觸光輝。總的來說，青年人光輝是政權的監視對象，但可能已經逃脫，而王蓮等人又知道他發了電郵向衛斯理和白素求助，故特意上門了解光輝有沒有接觸衛斯理夫婦，當她們確定衛斯理與白素都沒有接觸過光輝後，就安然離開，但白素認為光輝一事應涉及政權的高度機密，因此他們夫妻應該避免牽涉入其中。
離開老蔡的房間後，衛斯理突然感到白素逃避的辦事方式有違她的作風，他認為是白素估計老蔡的房間中也可能有偷聽器，所以說她不想衛斯理牽涉入此事內，是故意將說話告訴正在竊聽的王蓮等人。後來衛斯理送白素往機場，白素才對衛斯理道出真說話，一切是想令王蓮等人以為他們不想繼續查探光輝的事，使他們減低防範，衛斯理就可能更容易查過究竟。隨後，白素要出席於荷蘭進行的非人協會會議，她離開後，衛斯理請來科學家戈壁沙漠前來將王蓮等人安放在他家中的所有偷聽器找出。可是，自稱為天下第二出色的兩名科學家卻在三小時內用盡林林總總不同的工具，依然未能把偷聽器發現，更讚賞在衛斯理家中的偷聽器為當今最先進的科技。
此時，王蓮第三次上門，而在她身旁更有一位中年男人。戈壁沙漠見到他時更與他高談闊論。原來，這男人姓言名王，是王蓮的上司，說話極為坦率，言語滑稽，更因有事相求而一度企圖向衛斯理下跪謝罪，令他感到言王毫無當官的架子，減少負面感覺。原來，言王前來衛斯理家中的其中一個目的，是為免作為國防頂級機密的偷聽器被衛斯理拿去，故要在戈壁沙漠發現偷聽器前將它取走。言王命手下將一群受過訓練的伯勞鳥放出，伯勞鳥在言王手下的指示下，在衛家的窗戶中取出一塊又一塊透明的竊聽器。可是，原來衛斯理少年時期曾學會指揮伯勞鳥的本領，他成功使其中一隻伯勞鳥將口中一塊竊聽器跌落了他的衣袋中，正當衛斯理有意從中取出時，卻被言王警告偷聽器表面有劇毒，並拿出一雙雙的伯勞鳥屍體於衛斯理面前。言王的提醒是救了衛斯理一命，衛斯理於是帶上言王預備的手套，將有毒的偷聽器交回給言王。之後，言王命王蓮等人離開，單獨將整件事告訴衛斯理。
原來，極權統治集團早在二十年前就進行一個叫「閻王檔案」的計劃，方案是於計劃初期在眾多嬰兒的腦部中植入為數不少的晶片，以收集腦電波活動，並輸入電腦內保存及分析，目的是研究將人類的記憶儲存在電腦中。接受植入晶片的嬰兒全是極權統治集團的高官子女，而嬰兒的父母亦不知他們子女被植入晶片，只知子女參與一個為國家發展的計劃。多年後，大多被植晶片的嬰孩，其晶片已經失效未能記錄腦部訊息，只有光輝一人成長至青年，其晶片仍然有效記錄腦內訊息。但隨著光輝成長，因為他接觸更多資訊及知識，科學家無法解讀晶片傳來的複雜數據，故向光輝透露他腦內晶片的秘密，希望他亦協助「閻王檔案」的研究。最初光輝願意合作，後來極權統治集團希望利用「閻王檔案」的研究基礎，打造「虛擬人」。原來計劃是想將由晶片輸入電腦數據，轉化成虛擬記憶，再輸入人體中。由於其他國家的實驗發現若將虛擬記憶輸入其他人體中，是不會成功，可能基於排斥，於是言王認為將虛擬記憶放入原本記憶者的身體，可能會成功，但這代表原本的記憶者會死亡。光輝最初同意和言王合作，以自己生命換取國家的「虛擬人」計劃成功，條件是要在死前享受到最佳的待遇。可是到最後，光輝反悔並逃脫，並借電子郵件希望能得到衛斯理及白素的協助，估計是詢問衛斯理夫婦應否犧牲自己去完成「虛擬人」計劃，所以電郵內容會有「面臨生死關頭及面對生死抉擇」這些問題。王蓮等人雖不知「閻王檔案」及「虛擬人」計劃，但明白光輝是涉及國家最高機密，故參與尋找。當王蓮發現光輝發出電郵想尋求衛斯理夫婦協助，故接觸衛斯理看看是否可找到光輝下落，並編造光輝的故事想欺騙衛斯理夫婦。
言王認為王蓮編造故事想引衛斯理入局為是多餘的，應一早叫他向衛斯理老實地交待整件事便可。他亦認為找到光輝最好的辦法就是衛斯理和光輝聯絡，再在兩人會面時言王把光輝捕獲。衛斯理對此不敢恭維，不接受言王的所謂，於是建議言王應放棄光輝，反而捐贈自己的記憶和身體來完成「虛擬人」計劃，而言王接受了他的見解，匆匆離去。

## 相關角色
- 衛斯理

書中主角，他最初收到電子郵件時一如以往的不加理會。後來，王蓮等人找上門後，衛斯理漸漸的涉及到此事當中，不理不可。最終，他鼓勵言王將身體獻出，使自己不再與光輝的事有任何關係。
- 白素

衛斯理太太，在該作品，她主要集中於非人協會的會議，但她每次出場都有非常大的影響力，例如她於老蔡的房間中演戲就揭發了王蓮的陰謀。在小說的最終，白素告訴衛斯理她之所以要出席非人協會的會議正是與「虛擬人」有關。
- 王蓮

極權政權女特務，為人狡詐，善於使用言語和出眾的演技令他人墮入圈套中，使衛斯理防不勝防，險被王蓮所騙到。後來，言王出現，王蓮的計劃無法實行起來。
- 言王

極權統治的核心份子，「閻王檔案」高層人員，說話坦率，為人爽快，衛斯理認為他有極強的個人魅力。只可惜兩人的思想概念南轅北轍，無法成為好友。到最後，言王決心為「組織」犧牲自己的身體，衛斯理雖不感到他可愛，卻承認他絕非那種只靠大權為自己謀利的官僚。
- 戈壁沙漠

科學家兄弟，他們協助衛斯理把家中的竊聽器找出，但一無收獲。同時，由於他們擔心會牽涉到此事，故他們只和言王談與此事無關的事。另外，言王的汽車是由他們所發明的。
- 水葒及朱瑾

王蓮手下，女特務之一，極其美麗，在書中她們表現了自己調皮的一面。
- 陶啟泉

水葒男友，只出現過一次，說了兩句，大意是問衛斯理為何不歡迎水葒的到訪。

## 資料來源
以下內容以香港勤十綠出版社作準：
1. ↑  死來活去 – 第一部 – P.9-15
2. ↑  死來活去 – 第一部 – P.16-17
3. ↑  死來活去 – 第一部 – P.7-8
4. ↑  死來活去 – 第一部 – P.16-20
5. ↑  死來活去 – 第二部 – P.28-40
6. ↑  死來活去 – 第三部 – P.41-60
7. ↑  死來活去 – 第四部 – P.61-72
8. ↑  死來活去 – 第四部 – P.77-80
9. ↑  死來活去 – 第五部 – P.85-86
10. ↑  死來活去 – 第五部 – P.85-100
11. ↑  死來活去 – 第六部 – P.102-111
12. ↑  死來活去 – 第六部 – P.115-118
13. ↑  死來活去 – 第六部 – P.119-141
14. ↑  死來活去 – 第八部 – P.148-163
15. ↑  死來活去 – 第九部 – P.173-185
16. ↑  死來活去 – 第十部 – P.187-194
17. ↑  死來活去 – 第十部 – P.195-200
18. ↑  死來活去 – 第十部 – P.205-206
19. ↑  死來活去 – 第十部 – P.201

| 前任者： 129 須彌芥子 | 衛斯理系列（按編號） 130 | 繼任者： 131 只限老友 |